# Éloge de l'ombre (film documentaire)
 (avril 2024).
Si vous disposez d'ouvrages ou d'articles de référence ou si vous connaissez des sites web de qualité traitant du thème abordé ici, merci de compléter l'article en donnant les références utiles à sa vérifiabilité et en les liant à la section « Notes et références ».
Pour les articles homonymes, voir Éloge de l'ombre.
Pour plus de détails, voir Fiche technique et Distribution.
Éloge de l'ombre est un film documentaire québécois réalisé par Catherine Martin, sorti en 2024.

## Synopsis
Le documentaire Éloge de l'ombre est inspiré de l'essai littéraire Éloge de l'ombre de l'écrivain japonais Junichiro Tanizaki qui explore les contrastes entre le clair et l'obscur ainsi que les racines de la photographie et du cinéma à travers une structure en trois chapitres, offrant ainsi une véritable "méditation cinématographique". Dans ce film documentaire méditatif et poétique, les ombres fugitives s'entrelacent pour créer une atmosphère envoûtante où l'on se trouve plongé dans une réflexion sur notre propre existence, le passage du temps, l'essence de la vie et sa fragilité, tout cela dans un éclairage pénétrant qui habite la pénombre.

## Fiche technique
- Titre : Éloge de l'ombre
- Titre anglais ou international : In Praise of Shadows
- Réalisation : Catherine Martin
- Scénarisation : Catherine Martin
- Direction photo :  Catherine Martin
- Images additionnelles : Mathieu Laverdière, Jean Fugasa
- Montage : Catherine Martin
- Conception sonore : Simon Gervais
- Mixage sonore : Stéphane Bergeron
- Musique : Robert marcel Lepage
- Narration : Catherine Martin, Robert Lepage
- Production : Catherine Martin
- Distribution : Les Films du 3 Mars
- Pays d'origine : Canada (Québec)
- Langue originale : français
- Genre : documentaire
- Durée : 86 minutes
- Dates de sortie :
  - Monde : 21 novembre 2023 (Rencontres Internationales du Documentaire de Montréal)[4]
  - Canada : 5 avril 2024